# Giải bóng đá vô địch quốc gia Trung Hoa Đài Bắc
Giải bóng đá vô địch quốc gia Trung Hoa Đài Bắc có tên là Intercity Football League (tiếng Trung: 城市足球聯賽; bính âm: Chéngshì zúqiú liánsài) (hoặc MediaTek Intercity Football League theo tên nhà tài trợ) là một giải bóng đá bán chuyện nghiệp, cũng là giải bóng đá hàng đầu của Đài Loan. Giải đấu được quản lý và điều hành bởi Hiệp hội bóng đá Trung Hoa Đài Bắc (CTFA). Dự kiến đến năm 2018 bóng đá Đài Loan sẽ có giải bóng đá chuyên nghiệp.

## Lịch sử
Giải Intercity Football League được thành lập năm 2007 sau khi chuyển đổi từ giải bóng đá hạng nhất Đài Loan (phần còn lại sau đó là Enterprise Football League). Trước đó các cầu thủ bóng đá Đài Loan không đăng ký thi đấu thành các câu lạc bộ theo ngành mà chủ yếu họ đăng ký thi đấu đội bóng theo từng nhóm nơi ở, các vùng. Thành lập Intercity Football League, hiệp hội bóng đá Trung Hoa Đài Bắc hy vọng xóa bỏ được việc đăng ký bóng đá từng nhóm theo vùng mà sẽ hình thành các câu lạc bộ nhận được nhiều hơn sự hỗ trợ của địa phương, ban ngành và doanh nghiệp.
Mùa bóng 2008 giải bóng đá Intercity Football League bắt đầu thu hút sự tham gia của các đội bóng đá từ các trường học.
Năm 2009 CTFA thắt chặt quản lý thành phần đăng ký của các đội bóng. Mỗi đội bóng được khuyến khích gắn liền tên gọi với một khu vực hành chính và hơn 2/3 cầu thủ đăng ký phải có đăng ký thường trú ở khu vực hành chính đó trên 1 tháng. Mùa bóng 2009 giải đấu bắt đầu đưa ra quy định về xuất xuống hạng, thăng hạng.
Mùa giải 2010 Intercity Football League lại quay lại sử dụng điều lệ những quy định như mùa bóng 2008. Từ tháng 8 năm 2010, MediaTek trở thành nhà tài trợ chính thức cho giải đấu.

## Mùa bóng 2014
- Air Source Development
- Chiayi County FC
- Điện lực Cao Hùng
- Đại học Minh Truyền
- Trung tâm huấn luyện thể thao quốc gia Đài Loan
- Dragon Đài Trung
- Thành phố Đài Nam
- Tatung Đài Bắc

## Vô địch
Danh sách các đội vô địch:
| Mùa bóng | Vô địch                  | Á quân                                          | Hạng ba                                         | Hạng tư                                         |
| -------- | ------------------------ | ----------------------------------------------- | ----------------------------------------------- | ----------------------------------------------- |
| 2007     | Tatung Đài Bắc           | Đại học SP TDTT Đài Bắc                         | Quận Nghi Lan                                   | Thành phố Gia Nghĩa                             |
| 2008     | Điện Lực Cao Hùng        | Đại học SP TDTT Đài Loan                        | Đại học SP TDTT Đài Bắc                         | Tatung Đài Bắc                                  |
| 2009     | Đại học SP TDTT Đài Loan | Điện lực Cao Hùng                               | Đại học SP TDTT Đài Bắc                         | Tatung Đài Bắc                                  |
| 2010     | Điện lực Cao Hùng        | Đại học SP TDTT Đài Bắc                         | Tatung Đài Bắc                                  | Trung tâm huấn luyện thể thao quốc gia Đài Loan |
| 2011     | Điện lực Cao Hùng        | Tatung Đài Bắc                                  | Đại học SP TDTT Đài Loan                        | Đại học SP TDTT Đài Bắc                         |
| 2012     | Điện lực Cao Hùng        | Tatung Đài Bắc                                  | Trung tâm huấn luyện thể thao quốc gia Đài Loan | Đại học SP TDTT Đài Loan                        |
| 2013     | Tatung Đài Bắc           | Điện lực Cao Hùng                               | Dragon Đài Trung                                | Ming Chuan University                           |
| 2014     | Điện lực Cao Hùng        | Trung tâm huấn luyện thể thao quốc gia Đài Loan | Dragon Đài Trung                                | Tatung Đài Bắc                                  |
| 2015–16  | Điện lực Cao Hùng        | Tatung Đài Bắc                                  | Đại học SP TDTT Đài Loan                        | Trung tâm huấn luyện thể thao quốc gia Đài Loan |